# Savage genius
savage genius是日本的音樂組合。

## 概要

### 来歴
獲得「AXIA Artist Audition 01 AXIA賞」後，發售出道單曲「オレンジ」。最初屬於研音・日本華納音樂、後移籍至JVC Entertainment・Victor Entertainment（flying DOG）。從那以後主要以動畫歌曲為中心活動。2007年9月末，成員Takumi退出，現在ああ成為了Solo Project(單人組)。

### 成員
- ああ
  - 歌手 / 1978年4月17日出生 / 日本兵庫縣神戸市出身 / O型 / 由於Takumi說稱呼她的本名「ああはさ」比較麻煩而得名，而成為了她的藝名。本名是「あかね」。在廣播『STB桜真町町内放送』中可以了解到她的胸部尺寸（似乎）為D罩杯（2008年12月）。

舊成員
- Takumi
  - 吉他手 /  12月6日出生 / 日本兵庫縣神戸市出身 / B型

## 作品
所有歌曲除特別列明外均為作詞、Takumi作曲。

### 單曲
1. （2002年2月27日發售）
  1. Yellow
2. （2002年6月12日發售）
3. （2004年10月21日發售）
  1. （電視動畫『詩∽片』片頭主題曲）
  2. （電視動畫『詩∽片』片尾主題曲）
4. Forever...（2005年5月11日發售）
  1. Forever...（電視動畫『武器種族傳說』片頭主題曲）
  2. （電視動畫『武器種族傳說』插入歌）
  3. Forever...（without vocal）
5. Take a chance.（2005年7月6日發售）
  1. Take a chance.（PS2電玩主題曲）
  2. Still I love you.
  3. Take a chance.（without vocal）
  4. Still I love you.（without vocal）
6. （2006年4月19日發售）
  1. 祈りの詩（電視動畫『SIMOUN』之片尾曲）
  2. 四月
  3. 四月（without vocal）
7. （2006年12月20日發售）
  1. （電視動畫『地獄少女 二籠』片尾主題曲，原本由能登麻美子所演唱，在發行單曲時則由重新詮釋。）
  2. Forever...（Animelo Summer Live version）（「Animelo Summer Live 2006 -OUTRIDE-」時的現場演唱版。）
8. （2007年5月16日發售）
  1. （電視動畫『魔女獵人』片頭主題曲）
9. （2008年10月16日發售）
  1. （電視動畫『夜櫻四重奏』片頭主題曲）
10. （2009年6月3日發售）
  1. （電視動畫『潘朵拉之心』片尾曲）

### 專輯
（2006年7月5日發售）
1. Prologue 0:38
2. 4:04
編曲：柿島伸次、野崎圭一
3. 3:33 
編曲：Takumi、野崎圭一
4. Still I Love You. 4:09
編曲：是永巧一
5. 3:38
編曲：野崎圭一
6. 3:55 
編曲：鈴木”Daichi”秀行
7. 6:05
編曲：柿島伸次
8. Butterfly 3:19
編曲：野崎圭一
9. 4:16 
編曲：Takumi、野崎圭一
10. 4:20
編曲：Takumi
11. Take a Chance. 3:43
編曲：水島康貴
12. 四月 5:18
編曲：野崎圭一、柿島伸次
13. Forever... 4:49 
編曲：鈴木”Daichi”秀行
14. 6:01
編曲：Takumi

（2007年7月11日發售）
1. 5:27
編曲：梶浦由記
2. 4:55 
編曲：鎌田ジョージ
3. 5:08
編曲：水島康貴
4. 4:18
編曲：水島康貴
5. 4:18 
編曲：柿島伸次、野崎圭一
6. 4:47
編曲：柿島伸次
7. 4:16
編曲：柴田俊文
8. Merry Christmas for you. 4:12 
編曲：Takumi
9. 5:13
編曲：大橋 惠
10. 5:36
編曲：Takumi、野崎圭一
11. 4:14
編曲：野崎圭一、柿島伸次

### 歌詞提供
- 柿島伸次「PLACES IN THE HEART」（作詞：ああ、作曲：柿島伸次）[1]
- 能登麻美子「あいぞめ」（作詞：ああ、作曲：Takumi）[2]
- マリナ・イスマイールと子供たち「Tomorrow」（作詞：黒田洋介・ああ、作曲：浅見昂生・川井憲次）
- 皆川純子「swear to…」（作詞：ああ、作曲・編曲：真崎修）

### 其他
1. （2003年11月6日發售）

收錄在「NANA's song is my song」這張印象專輯中，曲目為第二首。

## 出演

### 廣播節目
- http://anitama.com/bangumi_i/aa.html（页面存档备份，存于）

## 外部連結
- savage genius官方網站（页面存档备份，存于） （日語）
- savage genius官方部落格 （日語）
- savage genius支持者網站 （日語）